# Championnat du Salvador de football 1983
Navigation
Saison précédente Saison suivante
La Primera División 1983 est la trente-troisième édition de la première division salvadorienne.
Lors de ce tournoi, le CD Atlético Marte a tenté de conserver son titre de champion du Salvador face aux neuf meilleurs clubs salvadoriens.
Chacun des dix clubs participant était confronté deux fois aux neuf autres équipes avant d'être divisés en deux groupes. Les six meilleurs et les quatre derniers se sont ensuite affrontés deux fois de plus entre eux, puis les trois meilleurs du groupe principal et le vainqueur de la première phase se sont affrontés lors d'une phase finale. Le vainqueur de la deuxième et de la troisième phase étant identique, il n'y a pas eu de finale pour attribuer le titre de champion.
Seulement deux places étaient qualificatives pour la Coupe des champions de la CONCACAF et deux pour la Coupe de la Fraternité.

## Les 10 clubs participants
| \| CD Águila Alianza FC CD Atlético Marte CD Chalatenango Club Deportivo FAS CD Independiente CD Luis Ángel Firpo Alianza FC CD Atlético Marte Once Lobos AD El Transito Universidad Barrios \| Localisation des clubs engagés dans le championnat. |
| CD Águila Alianza FC CD Atlético Marte CD Chalatenango Club Deportivo FAS CD Independiente CD Luis Ángel Firpo Alianza FC CD Atlético Marte Once Lobos AD El Transito Universidad Barrios                                                           |

| Club                        | Stade                        | Capacité          | Ville          |
| CD Águila                   | Stade Juan Francisco Barraza | 10 000            | San Miguel     |
| Alianza FC                  | Stade Cuscatlán              | 45 925            | San Salvador   |
| CD Chalatenango             | Stade José Gregorio Martínez | 15 000            | Chalatenango   |
| Club Deportivo FAS          | Stade Oscar Quiteño          | 15 000            | Santa Ana      |
| CD Independiente            | Stade inconnu                | Capicité inconnue | San Vicente    |
| CD Luis Ángel Firpo         | Stade Sergio Torres          | 5 000             | Usulután       |
| CD Atlético Marte           | Stade Cuscatlán              | 45 925            | San Salvador   |
| Once Lobos                  | Stade Cesar Hernández        | 15 000            | Chalchuapa     |
| AD El Transito              | Stade Hanz Usko              | 3 000             | La Libertad    |
| Universidad Gerardo Barrios | Complejo Deportivo España    | Capacité inconnue | Ciudad Barrios |

## Compétition
La compétition se déroule en quatre phases :
- La phase de qualification : les dix-huit journées de championnat.
- La seconde phase : dix journées de championnat entre les six meilleures équipes.
- La phase finale : six journées de championnat entre les trois meilleures équipes et la meilleure équipe de la phase de qualification.
- La finale : une confrontation aller-retour entre les deux vainqueurs des phases précédentes.

### Phase de qualification
Lors de la phase de qualification les dix équipes affrontent à deux reprises les neuf autres équipes selon un calendrier tiré aléatoirement.
Les six meilleures équipes sont qualifiées pour la seconde phase et les quatre autres pour la phase de relégation. Le meilleur est également qualifié pour la phase finale.
Le classement est établi sur l'ancien barème de points (victoire à 2 points, match nul à 1, défaite à 0).
Le départage final se fait selon les critères suivants :
- Le nombre de points.
- Un match d'appui pour départager les équipes.

#### Classement
| Rang | Équipe                      | Pts | J  | G  | N | P  | Bp | Bc | Diff |
| ---- | --------------------------- | --- | -- | -- | - | -- | -- | -- | ---- |
| 1    | Club Deportivo FAS          | 27  | 18 | 11 | 5 | 2  | 33 | 11 | +22  |
| 2    | CD Independiente            | 22  | 18 | 8  | 6 | 4  | 23 | 14 | +9   |
| 3    | CD Atlético Marte (T)       | 21  | 18 | 8  | 7 | 3  | 26 | 12 | +14  |
| 4    | CD Luis Ángel Firpo         | 20  | 18 | 6  | 8 | 4  | 18 | 16 | +2   |
| 5    | CD Águila                   | 19  | 18 | 6  | 7 | 5  | 22 | 19 | +3   |
| 6    | Once Lobos                  | 19  | 18 | 7  | 5 | 6  | 18 | 16 | +2   |
| 7    | Alianza FC                  | 15  | 18 | 4  | 7 | 7  | 21 | 28 | -7   |
| 8    | Universidad Gerardo Barrios | 15  | 18 | 5  | 5 | 8  | 21 | 32 | -11  |
| 9    | AD El Transito (P)          | 11  | 18 | 3  | 5 | 10 | 14 | 27 | -13  |
| 10   | CD Chalatenango             | 9   | 18 | 2  | 5 | 11 | 19 | 39 | -20  |

| Légende : Qualifications et relégations | Légende : Qualifications et relégations                                                     |
| --------------------------------------- | ------------------------------------------------------------------------------------------- |
|                                         | Qualifié pour la seconde phase                                                              |
|                                         | Qualifié pour la phase de relégation en Segunda División                                    |
|                                         | En gras : Qualifié pour la phase finale (T) : Tenant du titre (P) : Promu de la saison 1982 |

### La seconde phase
Lors de la seconde phase les six équipes affrontent à deux reprises les cinq autres équipes selon un calendrier tiré aléatoirement.
Le classement est établi sur l'ancien barème de points (victoire à 2 points, match nul à 1, défaite à 0).
Le départage final se fait selon les critères suivants :
- Le nombre de points.
- Un match d'appui pour départager les équipes.

#### Classement
| Rang | Équipe                | Pts | J  | G | N | P | Bp | Bc | Diff |
| ---- | --------------------- | --- | -- | - | - | - | -- | -- | ---- |
| 1    | CD Águila             | 12  | 10 | 4 | 4 | 2 | 15 | 12 | +3   |
| 2    | CD Independiente      | 11  | 10 | 3 | 5 | 2 | 13 | 9  | +4   |
| 3    | Once Lobos            | 11  | 10 | 3 | 5 | 2 | 10 | 7  | +3   |
| 4    | CD Atlético Marte (T) | 9   | 10 | 1 | 7 | 2 | 10 | 12 | -2   |
| 5    | Club Deportivo FAS    | 8   | 10 | 4 | 2 | 4 | 12 | 14 | -2   |
| 6    | CD Luis Ángel Firpo   | 6   | 10 | 2 | 3 | 5 | 11 | 20 | -9   |

| Légende : Qualifications et relégations | Légende : Qualifications et relégations                 |
| --------------------------------------- | ------------------------------------------------------- |
|                                         | Qualifié pour la phase finale                           |
|                                         | En gras : Qualifié pour la finale (T) : Tenant du titre |

### La phase finale
Lors de la phase finale les quatre équipes affrontent à deux reprises les trois autres équipes selon un calendrier tiré aléatoirement.
Le classement est établi sur l'ancien barème de points (victoire à 2 points, match nul à 1, défaite à 0).
Le départage final se fait selon les critères suivants :
- Le nombre de points.
- Un match d'appui pour départager les équipes.

#### Classement
| Rang | Équipe             | Pts | J | G | N | P | Bp | Bc | Diff |
| ---- | ------------------ | --- | - | - | - | - | -- | -- | ---- |
| 1    | CD Águila          | 8   | 6 | 3 | 2 | 1 | 9  | 6  | +3   |
| 2    | Club Deportivo FAS | 7   | 6 | 3 | 1 | 2 | 5  | 4  | +1   |
| 3    | Once Lobos         | 5   | 6 | 2 | 1 | 3 | 8  | 9  | -1   |
| 4    | CD Independiente   | 4   | 6 | 1 | 2 | 3 | 6  | 9  | -3   |

| Légende : Qualifications et relégations | Légende : Qualifications et relégations                             |
| --------------------------------------- | ------------------------------------------------------------------- |
|                                         | Coupe des champions de la CONCACAF 1984 (2e Tour de qualification)  |
|                                         | Coupe des champions de la CONCACAF 1984 (1er Tour de qualification) |
|                                         | Coupe de la fraternité 1984 (ru) (Phase de groupes)                 |
|                                         | En gras : Qualifié pour la finale (T) : Tenant du titre             |

### Finale
Le CD Águila ayant remporté les deux phases de la compétition, la finale du championnat n'a pas eu lieu.

## Bilan du tournoi
| Tableau d'Honneur     |           |
| Compétition           | Vainqueur |
| Primera División 1983 | CD Águila |

| Qualifications continentales 1983-1984 |                             |
| Coupe des champions de la CONCACAF     | Qualifiés                   |
| Deuxième tour de qualification         | CD Águila                   |
| Premier tour de qualification          | Club Deportivo FAS          |
| Coupe de la Fraternité                 | Qualifiés                   |
| Phase de groupes (ru)                  | CD Independiente Once Lobos |

| Promotions et relégations   |                       |
| Relégué en Segunda División | AD El Transito        |
| Promu de Segunda División   | Univ. Centroamericana |